# Окунев, Гавриил Семёнович
Гаврии́л Семёнович О́кунев (1785 — 22 июня 1843, Санкт-Петербург) — русский военачальник, генерал-майор, участник Наполеоновских войн.

## Биография
Родился в 1785 году. Образование получил в Пажеском корпусе, из которого выпущен в 1805 году прапорщиком в лейб-гвардии Семёновский полк.
Приняв участие в первой войне с Наполеоном, он, за оказанные в сражениях с французами отличия, был произведён в подпоручики. Произведённый в 1808 году в поручики и в 1811 году в штабс-капитаны, Окунев в следующем году принял участие в Отечественной войне, и по изгнании французов из России, участвовал и в походе русских войск за границу, причём, за выказанные в делах с неприятелем отличия был произведён в капитаны.
По возвращении русских войск из-за границы, он в 1814 году был переведён в лейб-гвардии Егерский полк, с чином подполковника. В конце 1820-х годов был произведён в генерал-майоры.
За отличие против бунтовавших поляков он был 18 декабря 1830 года награждён орденом св. Георгия 4-й степени (№ 4431 по кавалерскому списку Григоровича — Степанова).
С того времени дальнейшее движение его по службе пошло очень медленно и 26 лет спустя, 4 сентября 1840 года, по прежнему оставаясь в чине генерал-майора, он вышел в отставку.
Г. С. Окунев скончался в Санкт-Петербурге 22 июня 1843 года и был погребён на Большеохтинском кладбище.